# Polymixis bacheri
Polymixis bacheri là một loài bướm đêm trong họ Noctuidae.